# Lygniodes hypoleuca
Lygniodes hypoleuca är en fjärilsart som beskrevs av Achille Guenée 1852. Lygniodes hypoleuca ingår i släktet Lygniodes och familjen nattflyn. Inga underarter finns listade i Catalogue of Life.

## Bildgalleri

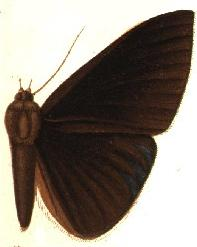